# Оловянишникова, Алёна Сергеевна
Алёна Сергеевна Оловянишникова (род. 4 сентября 1990 года) - российская пловчиха в ластах, заслуженный мастер спорта России.

## Карьера
Тренируется у А.Д. Шумкова.Призёр и победитель ряда национальных и международных турниров. Заслуженный мастер спорта .
Работает тренером-преподавателем ДЮСШ имени В.А. Шевелева г. Томска.